# قدرت چانه‌زنی
قدرت چانه‌زنی (انگلیسی: Bargaining power) قابلیت نسبی طرفین در یک وضعیت برای تأثیرگذاری بر یکدیگر است. اگر هر دو طرف در یک مناظره در یک جایگاه برابر باشند، آنگاه قدرت چانه‌زنی شان برابر خواهد بود، مثلاً در یک رقابت کامل، یا در یک انحصار و انحصار خرید با شرایط برابر.